# Seeache
La Seeache est une rivière autrichienne d'une longueur de 3 km qui est l'émissaire du lac de Mondsee et le tributaire du lac d'Attersee en Haute-Autriche.

## Source de la traduction
- (de) Cet article est partiellement ou en totalité issu de l’article de Wikipédia en allemand intitulé « Seeache » (voir la liste des auteurs).